# Де Герлах (лунный кратер)
Кратер Де Герлах (лат. de Gerlache) — небольшой ударный кратер в районе Южного полюса Луны. Название дано в честь бельгийского полярного исследователя Адриена де Жерлаша (1866—1934) и утверждено Международным астрономическим союзом в 2000 г.

## Описание кратера

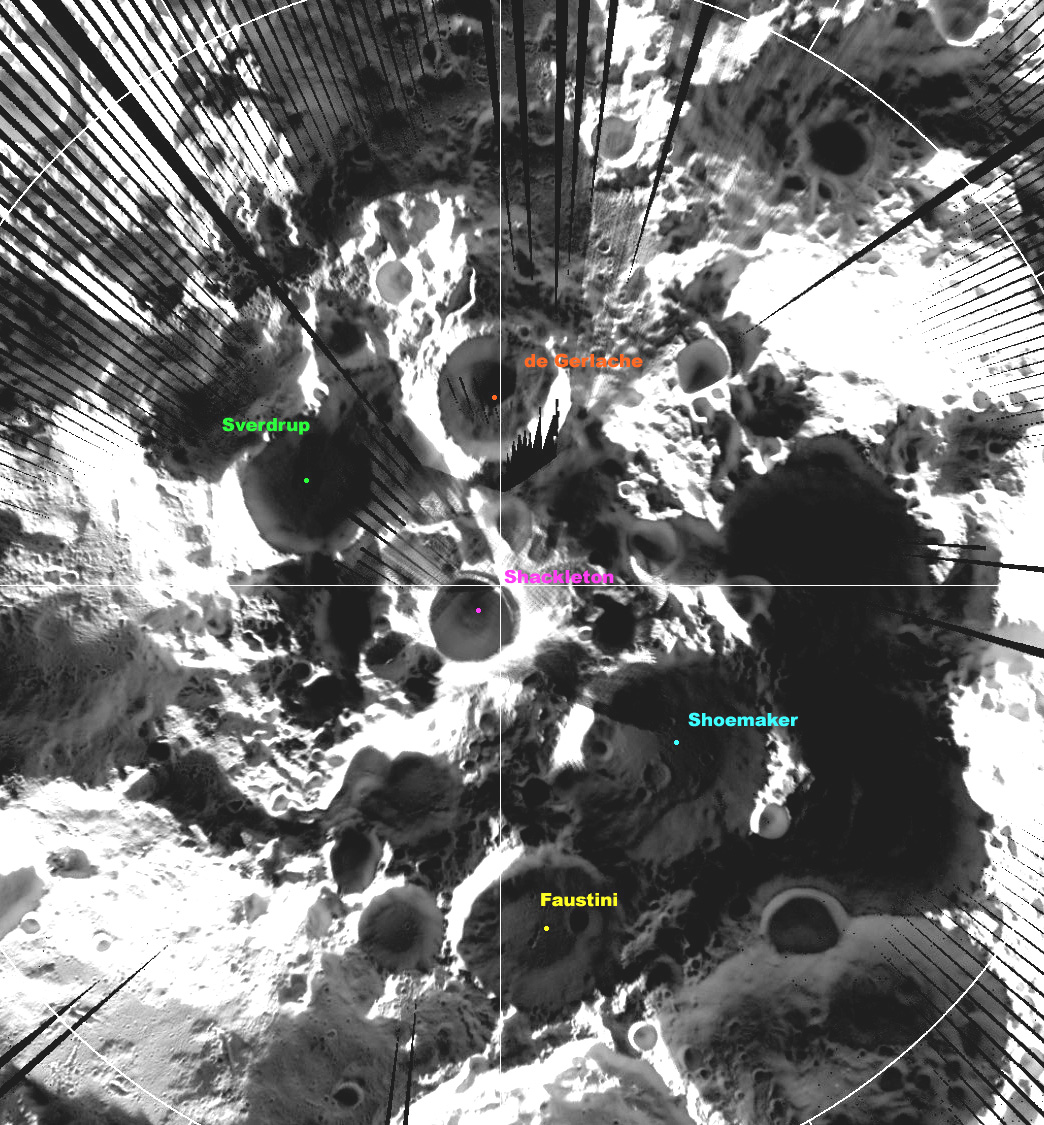
Визуализация замеров теплового излучения лунной поверхности в районе кратера Де Герлах выполненных Lunar Reconnaissance Orbiter.

Ближайшими соседями кратера являются кратер Свердруп на западе; кратер Ибн Бадж на севере-северо-востоке; кратер Хауорт на востоке-северо-востоке; кратер Шумейкер на юго-востоке и кратер Шеклтон на юге. Селенографические координаты центра кратера 88°29′ ю. ш. 88°20′ з. д. / 88,48° ю. ш. 88,34° з. д., диаметр 32,7 км, глубина 2,1 км.
В недавнем прошлом район южного полюса Луны не имел удовлетворительных снимков как с земных телескопов так и камерами лунных исследовательских зондов и вследствие этого получил неофициальное название «Luna Incognita». Ситуация изменилась в 1994 г. с прибытием на лунную орбиту зонда «Clementine». Кратер Де Герлах впервые идентифицирован американскими астрономами Жан-Люком Марго и Дональдом Кемпбеллом, которые и предложили нынешнее название кратера впоследствии утверждённое Международным астрономическим союзом.

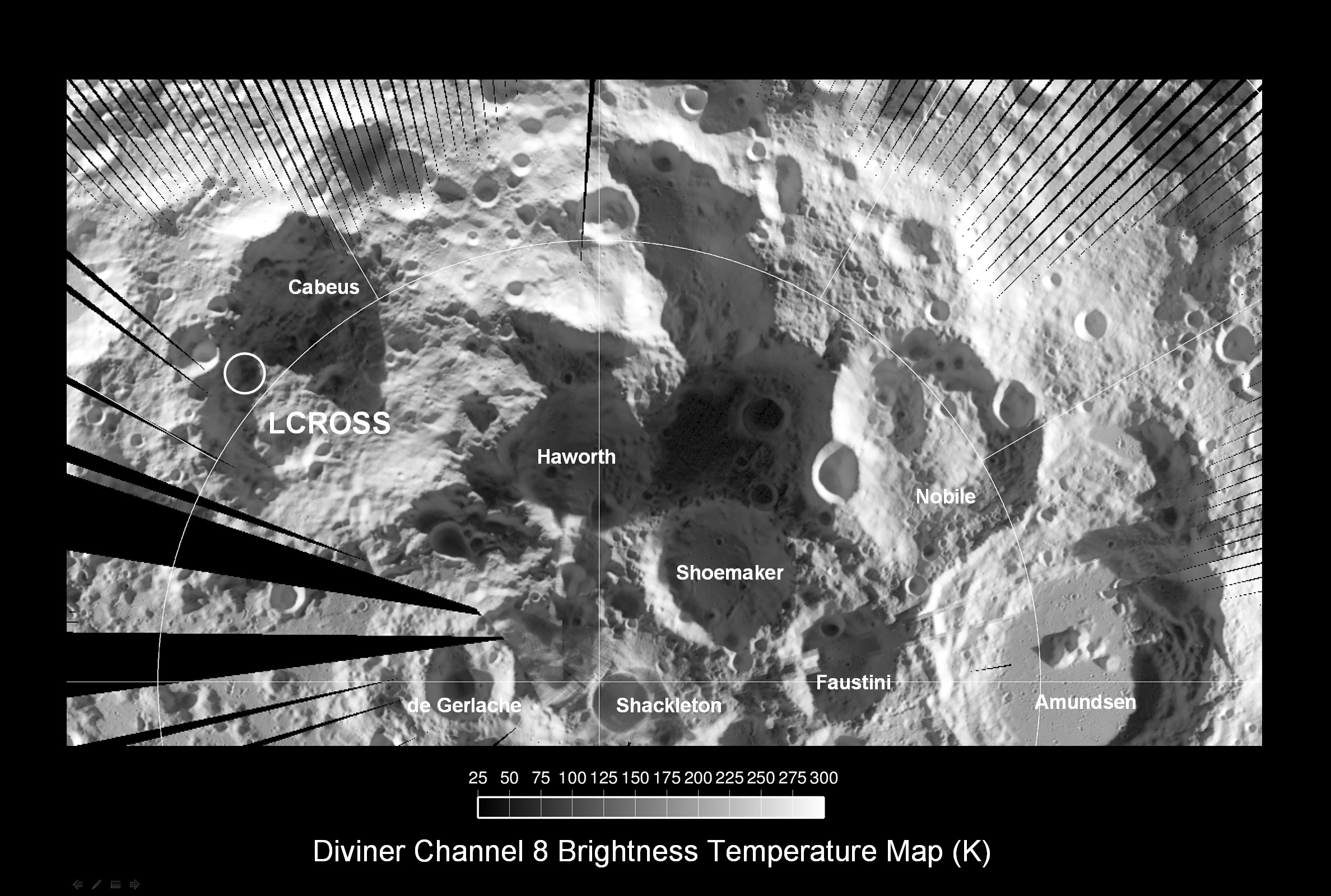
Результаты замеров теплового излучения лунной поверхности в районе кратера Де Герлах выполненных Lunar Reconnaissance Orbiter.

Кратер имеет циркулярную форму, незначительно разрушен. Вал кратера и его внутренний склон отмечены несколькими небольшими кратерами. Высота вала над окружающей местностью составляет 950 м, объём кратера приблизительно 730 км³..
Вследствие расположения у южного полюса Луны дно чаши кратера никогда не освещается лучами Солнца, поэтому оно, как и чаши других соседних кратеров является по современным представлениям самым холодным местом в Солнечной системе. На приведённом выше снимке, полученном с помощью инструмента DLRE Лунного орбитального зонда, видно, что температура на днём чаши кратера Де Герлах лежит в пределах от 25 до 50 кельвинов (−248...−223 °С). Это даёт основания предполагать возможность того, что в чаше кратера могла сохраниться вода, поскольку в соответствии с расчётами вода и другие летучие газы покидают поверхность планеты при температуре выше −220 °С. Действительно, после проведения эксперимента по бомбардировке Луны зондом LCROSS, 13 ноября 2009 года, НАСА сообщило об обнаружении в кратере Кабео в районе южного полюса воды в виде льда.

## Сателлитные кратеры
Отсутствуют.